# Bates Glacier
Bates Glacier är en glaciär i Antarktis. Den ligger i Östantarktis. Nya Zeeland gör anspråk på området. Bates Glacier ligger 1 127 meter över havet.
Terrängen runt Bates Glacier är bergig, och sluttar brant österut. Trakten är obefolkad. Det finns inga samhällen i närheten. 